# Muzica e viața mea
Muzica e viața mea este un film muzical românesc din 1988 regizat de Iulian Mihu. Rolurile principale au fost interpretate de cântărețul Gică Petrescu și de actorii Stela Popescu și Alexandru Arșinel.

## Distribuție
Distribuția filmului este alcătuită din:
- Gică Petrescu — el însuși
- Stela Popescu — ea însăși
- Alexandru Arșinel — el însuși
- Dem Rădulescu — Mișu, vecinul care vrea să dea un telefon
- Nicu Constantin — Marin Pandele, țăranul surd venit la medic
- Alexandru Lulescu — medicul ortoped
- Ștefan Bănică — el însuși
- Tamara Buciuceanu-Botez — Margareta, soția lui Mișu
- Ovidiu Schumacher  — Costică Costăchescu, vecinul care are telefon (nemenționat)
- Henry Mălineanu — el însuși (nemenționat)

## Primire
Filmul a fost vizionat de 702.176 de spectatori în cinematografele din România, după cum atestă o situație a numărului de spectatori înregistrat de filmele românești de la data premierei și până la data de 31 decembrie 2014 alcătuită de Centrul Național al Cinematografiei.